# Календаріу
Календаріу (порт. Calendário; МФА: [kɐ.ɫẽ.ˈda.ɾi.u]) — парафія в Португалії, у муніципалітеті Віла-Нова-де-Фамалікан. Розташована в північно-західній частині країни, на теренах історичної португальської провінції Дору-Міню. Входить до складу округу Брага. За адміністративним поділом, чинним до 1976 року, терени парафії були складовою провінції Міню. Належить до Бразької архідіоцезії Католицької церкви. Патрон — святий Юліан. Площа — 6,7368 км². Населення — 11667 ос. (2011). Середньо урбанізований регіон. Густота населення — 1731,83 осіб/км²
. Код — 031208.

## Населення
| Кількість мешканців | Кількість мешканців | Кількість мешканців | Кількість мешканців | Кількість мешканців | Кількість мешканців | Кількість мешканців | Кількість мешканців | Кількість мешканців | Кількість мешканців | Кількість мешканців | Кількість мешканців | Кількість мешканців | Кількість мешканців | Кількість мешканців |
| ------------------- | ------------------- | ------------------- | ------------------- | ------------------- | ------------------- | ------------------- | ------------------- | ------------------- | ------------------- | ------------------- | ------------------- | ------------------- | ------------------- | ------------------- |
| 1864                | 1878                | 1890                | 1900                | 1911                | 1920                | 1930                | 1940                | 1950                | 1960                | 1970                | 1981                | 1991                | 2001                | 2011                |
| 1 117               | 1 296               | 1 615               | 1 815               | 2 266               | 2 340               | 2 724               | 3 238               | 4 255               | 5 205               | 6 346               | 7 974               | 8 972               | 10 697              | 11 667              |